# Pangio
Pangio – rodzaj ryb karpiokształtnych z rodziny piskorzowatych (Cobitidae).

## Klasyfikacja
Gatunki zaliczane do tego rodzaju:
| - Pangio agma - Pangio alcoides - Pangio alternans - Pangio ammophila - Pangio anguillaris - Pangio apoda - Pangio atactos - Pangio bitaimac - Pangio cuneovirgata - Pangio doriae - Pangio elongata - Pangio filinaris - Pangio fusca - Pangio goaensis - Pangio incognito - Pangio kuhlii – piskorek Kuhla, cierniooczek Kuhla, cierniooczek sumatrzański - Pangio lidi - Pangio longimanus | - Pangio longipinnis - Pangio lumbriciformis - Pangio malayana - Pangio mariarum - Pangio muraeniformis - Pangio myersi – piskorek Myersa, cierniooczek Myersa - Pangio oblonga - Pangio pangia - Pangio piperata - Pangio pulla - Pangio robiginosa – piskorek rdzawy, cierniooczek rdzawy - Pangio semicincta – piskorek półpręgowany, cierniooczek półpręgowany, piskorek - Pangio shelfordii - Pangio signicauda - Pangio superba |

Gatunkiem typowym jest Cobitis cinnamomea (=P. pangia).

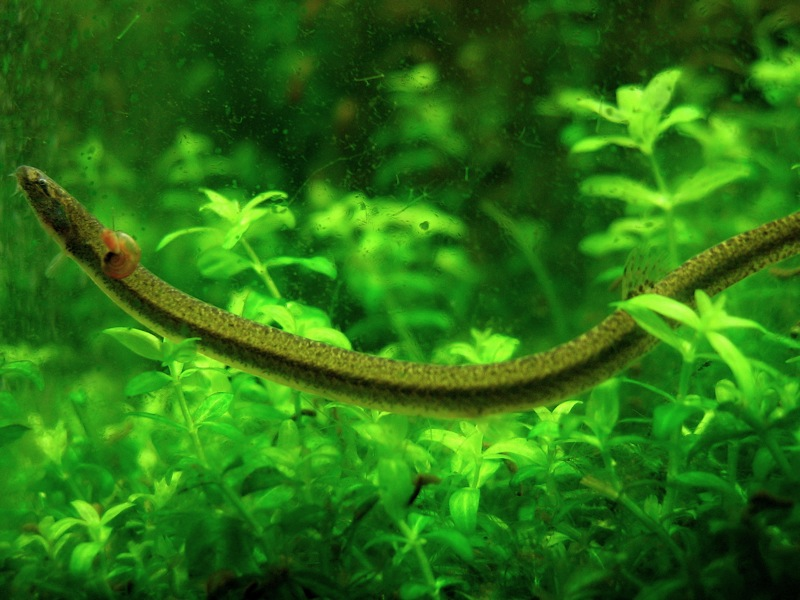
Pangio muraeniformis